# Vizzini
Vizzini là một đô thị và cộng đồng (comune) ở tỉnh Catania trong vùng Sicilia miền nam nước Ý.
Đô thị Acireale có diện tích 125 ki lô mét vuông, dân số thời điểm năm 2004 là 7017 người.
Đô thị này có các đơn vị dân cư (frazioni) sau:
Các đô thị giáp ranh: Buccheri, Francofonte, Giarratana, Licodia Eubea, Militello in Val di Catania, Mineo.